# Opera supererogationis
Opera supererogationis, överloppsgärningar, kallas inom den romersk-katolska kyrkan det överskott av goda gärningar som uppstår, då någon efterlever inte endast de för saligheten nödvändiga "gudomliga buden" utan även de evangeliska råden (Consilia evangelica). I synnerhet Kristus och helgonen har förvärvat sådana opera supererogationis, vilka kan komma andra till del.